# 군산 구 십자의원
군산 구 십자의원은 대한민국 전북특별자치도 군산시에 있는 일본식 가옥에 서양의 주거 공간(응접실 등)이 절충된 형식의 건축물이다. 2019년 9월 6일 대한민국의 국가등록문화재 제760호로 지정되었다.

## 개요
'군산 구 십자의원'은 일본식 가옥에 서양의 주거 공간(응접실 등)이 절충된 형식으로 1936년 최초 건립된 이후, 한국전쟁 기간 중인 1952년에 소아과 전문병원으로 개원하여 1980년대까지 계속해서 사용되었던 곳으로 오늘날 지역민들의 기억 속에 당시의 흔적이 온전히 남아 있는 등 지역의 근대문화유산적 측면에서 가치가 높다.

## 참고 자료
- 군산 구 십자의원 - 국가유산청 국가유산포털